# Carville-la-Folletière
Carville-la-Folletière är en kommun i departementet Seine-Maritime i regionen Normandie i norra Frankrike. Kommunen ligger i kantonen Pavilly som tillhör arrondissementet Rouen. År 2022 hade Carville-la-Folletière 419 invånare.

## Befolkningsutveckling
Antalet invånare i kommunen Carville-la-Folletière
| Referens: INSEE |